# Semljicola
Genre
Synonymes
- Eboria Falconer, 1910
- Latithorax Holm, 1943

Semljicola est un genre d'araignées aranéomorphes de la famille des Linyphiidae.

## Distribution
Les espèces de ce genre se rencontrent en zone holarctique.

## Liste des espèces
Selon World Spider Catalog (version 19.0, 21/05/2018) :
- Semljicola alticola (Holm, 1950)
- Semljicola angulatus (Holm, 1963)
- Semljicola arcticus (Eskov, 1989)
- Semljicola barbiger (L. Koch, 1879)
- Semljicola beringianus (Eskov, 1989)
- Semljicola caliginosus (Falconer, 1910)
- Semljicola convexus (Holm, 1963)
- Semljicola faustus (O. Pickard-Cambridge, 1901)
- Semljicola lapponicus (Holm, 1939)
- Semljicola latus (Holm, 1939)
- Semljicola obtusus (Emerton, 1915)
- Semljicola qixiensis (Gao, Zhu & Fei, 1993)
- Semljicola simplex (Kulczyński, 1908)
- Semljicola thaleri (Eskov, 1981)

## Publication originale
- Strand, 1906 : Die arktischen Araneae, Opiliones und Chernetes. Fauna Arctica. Jena, vol. 4, p. 431-478 (texte intégral).